# Samuel Schellenberg
Samuel Schellenberg (* 20. März 2001) ist ein deutscher Volleyballspieler.

## Karriere
Schellenberg spielte von 2023 bis 2025 mit der zweiten Mannschaft des TSV Giesen in der Zweiten Liga Nord. 2025 wurde der Diagonalangreifer vom Erstligisten Volley Goats Mitteldeutschland verpflichtet.